# Admiral Fetterman Field
O Admiral Fetterman Field é um estádio localizado em Pensacola, estado da Flórida, nos Estados Unidos, possui capacidade total para 5.038 pessoas, é a casa do Pensacola Pelicans, time de que joga na liga menor de beisebol Southern League, o estádio foi inaugurado em 2012.